# پیز سسوینا
پیز سسوینا (به لاتین: Piz Sesvenna) یک کوه در سوئیس است که در کانتون گراوبوندن واقع شده‌است. پیز سسوینا ۳٬۲۰۴ متر بالاتر از سطح دریا واقع شده‌است.